# D-Modul
In der Mathematik ist ein D-Modul ein Modul über einem Ring von Differentialoperatoren.

## Definition
Sei {\displaystyle K} ein Körper der Charakteristik {\displaystyle 0} und sei {\displaystyle A_{n}(K)} die Algebra der Polynome in den Variablen {\displaystyle x_{1},\ldots ,x_{n},\partial _{1},\ldots ,\partial _{n}} mit den Kommutator-Relationen
{\displaystyle \left[x_{i},x_{j}\right]=\left[\partial _{i},\partial _{j}\right]=\left[\partial _{i},x_{j}\right]=0} für alle {\displaystyle i\not =j}
{\displaystyle \left[\partial _{i},x_{i}\right]=1} für alle {\displaystyle i}.
Es folgt für jedes Polynom {\displaystyle f(x_{1},\ldots ,x_{n})} die Beziehung
{\displaystyle \left[\partial _{i},f\right]={\frac {\partial f}{\partial x_{i}}}.}
Ein D-Modul ist ein Linksmodul über dem Ring {\displaystyle A_{n}(K)}.

## Beispiele
- {\displaystyle A_{n}(K)} ist ein D-Modul.
- Der Polynomring {\displaystyle K\left[x_{1},\ldots ,x_{n}\right]} wird ein D-Modul, indem man {\displaystyle x_{i}} durch Linksmultiplikation und {\displaystyle \partial _{i}} durch partielle Ableitung nach {\displaystyle x_{i}} wirken lässt.
- Für {\displaystyle K=\mathbb {R} } bzw. {\displaystyle K=\mathbb {C} } ist der Ring der (reell bzw. komplex) differenzierbaren Funktionen in {\displaystyle n} Variablen ein D-Modul, indem man {\displaystyle x_{i}} durch Linksmultiplikation mit der {\displaystyle i}-ten Variablen und {\displaystyle \partial _{i}} durch partielle Ableitung nach der {\displaystyle i}-ten Variablen wirken lässt.